# Express AT1
O Express AT1 é um satélite de comunicação geoestacionário russo da série Express construído pela ISS Reshetnev (ex NPO PM) em cooperação com a Thales Alenia Space que está localizado na posição orbital de 56 graus de longitude leste e é operado pela empresa estatal Russian Satellite Communications Company (RSCC). O satélite foi baseado na plataforma Express-1000NTB e sua vida útil estimada é de 15 anos.

## Lançamento
O satélite foi lançado com sucesso ao espaço no dia 16 de março de 2014, às 08:11 UTC, por meio de um veículo Proton-M/Briz-M, a partir do Cosmódromo de Baikonur, no Cazaquistão, juntamente com o satélite Express AT2. Ele tinha uma massa de lançamento de 1.672 kg.

## Capacidade e cobertura
O Express AT1 está equipado com 32 transponders de banda Ku para prestar serviços de multimídia via satélite para a Rússia.